# Баранов, Игорь Леонидович
Игорь Леонидович Баранов (29 июля 1932, Ташкент — 26 декабря 2017, Санкт-Петербург) — советский и российский инженер-кораблестроитель, учёный, генеральный конструктор 16 советских и российских подводных лодок ЦКБ «Рубин», лауреат Ленинской премии (1984).

## Биография
Родился 29 июля 1932 года. В 1956 году окончил кораблестроительный факультет Ленинградского кораблестроительного института и был направлен в ЦКБ-18. Работал в проектном отделе на должностях конструктора, начальника сектора.
В 1972 году назначен заместителем главного конструктора атомных подводных крейсеров стратегического назначения проектов 667Ф «Навага» и 667Б «Мурена», в 1974 году — 667БД «Мурена-М» и 667БДР «Кальмар». В 1977 году назначен главным конструктором проектов 949, 675 и их модификаций. Он руководил работами по строительству, сдаче и усиленной эксплуатации атомной подводной лодки 3-го поколения — проекта 949 «Антей».
Баранов участвовал в испытаниях подводных лодок на предельную глубину погружения, в акустических испытаниях по шумовому следу подводных лодок, анализе их результатов и разработке технических решений по снижению уровня подводного шума.
Занимался научной работой, в 1992 году защитил диссертацию на соискание учёной степени кандидата технических наук, а в 2005 году — доктора технических наук. Учёное звание профессора было присвоено Баранову в 2006 году.
В 1994 году был назначен генеральным конструктором подводных крейсеров, вооруженных крылатыми ракетами оперативного назначения.
Игорь Леонидович Баранов умер 25 декабря 2017 года в Санкт-Петербурге, после тяжелой и продолжительной болезни.

## Награды и звания
- Орден Почёта (2001)[1]
- Орден Трудового Красного Знамени
- Орден «Знак Почёта»
- Почётная грамота Правительства Российской Федерации (2002)[1]
- Ленинская премия (1984)[1]
- Премии имени П. П. Пустынцева (2006)[1]

## Память
- В Санкт-Петербуре в 2020 году на факультете ядерных энергетических установок Военно-морского политехнического института ВУНЦ ВМФ «Военно-морская академия» была торжественно открыта именная аудитория памяти Игоря Баранова[3][1]